# Бујак (Аверон)
Бујак (фр. Bouillac) насеље је и општина у јужној Француској у региону Миди Пирене, у департману Аверон која припада префектури Вилфранш де Руерг.
По подацима из 2011. године у општини је живело 441 становника, а густина насељености је износила 53,78 становника/km². Општина се простире на површини од 8,2 km². Налази се на средњој надморској висини од 188 метара (максималној 538 m, а минималној 161 m).

## Демографија
| 1962. | 1968. | 1975. | 1982. | 1990. | 1999. | 2011. |
| ----- | ----- | ----- | ----- | ----- | ----- | ----- |
| 490   | 514   | 520   | 506   | 453   | 426   | 441   |

График промене броја становника у току последњих година